# 孝定王后

憲宗と孝定王后の結婚式

孝定王后 洪氏（こうていおうこう こうし、ヒョジョンワンフ ホンシ、朝: 효정왕후 홍씨、1831年3月6日（陰暦1月22日） - 1904年1月2日（陰暦1903年11月15日））は、李氏朝鮮の第24代国王憲宗の継室。本貫は南陽洪氏。諡号は明憲淑敬睿仁正穆弘聖章純貞徽荘昭端禧粋顕懿献康綏裕寧慈温恭安孝定王后。大韓帝国により孝定成皇后と追尊された。

## 生涯
1831年に益豊府院君洪在龍と延昌府夫人竹山安氏のあいだの娘に生まれた。
1844年に孝顕王后が没すると、憲宗と婚礼を挙げ、王妃に冊封される。5年後の1849年に夫が崩御し、19歳で大妃となる。1857年、純元王后が没すると、王大妃に昇格。夫とのあいだに子がいなかったため、女官の育成に当たった。
大韓帝国に名称変更後は王大妃から再度、皇太后に改封された。慶運宮寿仁堂にて崩御。享年73歳。御陵は景陵。

## 家族
- 父: 益豊府院君 洪在龍（朝鮮語版）（ホン・ジェリョン、1794年-1863年）
- 母: 延昌府夫人 竹山安氏（生年不詳-1883年）
  - 弟: 洪鍾奭（ホン・ジョンソク、1834年-1870年）- 礼曹伴書を歴任。
  - 弟: 洪鍾譱（ホン・ジョンソン、生没年不詳）
- 夫: 憲宗
- 子: なし